# Arayat
Arayat is een gemeente in de Filipijnse provincie Pampanga op het eiland Luzon. Bij de laatste census in 2007 had de gemeente ruim 118 duizend inwoners.

## Geografie

### Bestuurlijke indeling
Arayat is onderverdeeld in de volgende 30 barangays:
| - Arenas - Baliti - Batasan - Buensuceso - Candating - Cupang - Gatiawin - Guemasan - Kaledian - La Paz | - Lacmit - Lacquios - Mangga-Cacutud - Mapalad - Matamo - Palinlang - Paralaya - Plazang Luma - Poblacion - San Agustin Norte | - San Agustin Sur - San Antonio - San Jose Mesulo - San Juan Bano - San Mateo - San Nicolas - San Roque Bitas - Santo Niño Tabuan - Suclayin - Telapayong |

## Demografie
Arayat had bij de census van 2007 een inwoneraantal van 118.312 mensen. Dit zijn 16.520 mensen (16,2%) meer dan bij de vorige census van 2000. De gemiddelde jaarlijkse groei komt daarmee uit op 2,10%, hetgeen hoger is dan het landelijk jaarlijks gemiddelde over deze periode (2,04%). Vergeleken met de census van 1995 is het aantal mensen met 32.372 (37,7%) toegenomen.

De bevolkingsdichtheid van Arayat was ten tijde van de laatste census, met 118.312 inwoners op 134,48 km², 639,1 mensen per km².

## Geboren in Arayat
- Casto Alejandrino (17 september 1911), communistenleider (overleden 2005).